# Robert Ferrigno
Robert Ferrigno (* 1947 in Fort Lauderdale, Florida) ist ein US-amerikanischer Schriftsteller von Spannungsromanen.

## Leben und Werk
Ferrigno wurde als Sohn einer italienisch-stämmigen Familie in Fort Lauderdale/Südflorida geboren und wuchs dort auch auf. Nach seinem Universitätsabschluss in Philosophie (Florida Atlantic University in Boca Raton), Film und Creative Writing (Bowling Green University in Ohio) verbrachte er fünf Jahre mit Poker spielen, eine Leidenschaft von Ferrigno. Er lebte dabei in einer Gegend mit hoher Kriminalität und lernte viele Menschen kennen, die später als Figuren in seinen Romanen auftauchten. Seine Schriftstellerkarriere begann mit seinem ersten Roman The Horse Latitudes, der vom Time Magazine als Fiktionsdebüt der Saison gelobt wurde.
Nach acht Detektiv- und Thrillerromanen, die zwischen 1990 und 2004 veröffentlicht wurden, entstand die nach dem 11. September 2001 verfasste "Assassin-Trilogie", die in einem fiktiven, vom Islam dominierten USA nach Nine-Eleven spielt. Seine Assassin-Trilogie wurde 2009 für den Edgar Allan Poe Award – Kategorie Bester Roman nominiert.
Robert Ferringo lebt mit seiner Familie in Kirkland im US-Bundesstaat Washington an der nordwestlichen Küste des Pazifischen Ozeans.

## Werke

### Jimmy Gage-Serie
- 2001: Flinch (dt. Bis aufs Blut. Goldmann, München 2004, ISBN 978-3-442-45735-9)
- 2003: Scavenger Hunt

### Assassin-Trilogie
- 2006: Prayers for the Assassin (dt. Gebete für den Attentäter. Bucheinband.de, Heidenau 2013, ISBN 978-3-938293-35-5)
- 2008: Sins of the Assassin
- 2009: Heart of the Assassin

### Detektiv- und Thriller-Romane
- 1990: The Horse Latitudes (dt. Rossbreiten. Droemer Knaur 1992, ISBN 978-3-426-03122-3)
- 1993: Cheshire Moon (dt. Das grausame Grinsen des Mondes. Droemer Knaur, München 1994, ISBN 978-3-426-60127-3)
- 1995: Dead Man's Dance (dt. Tanzende Schatten. Goldmann, München 1996, ISBN 978-3-442-43404-6)
- 1996: Dead Silent (dt. Nur wenn Du flüsterst. Goldmann, München 1997, ISBN 978-3-442-54009-9)
- 1999: Heartbreaker (dt. Herzjagen. Goldmann, München 2001, ISBN 978-3-442-54054-9)
- 2004: The Wake-Up
- 2010: The Girl Who Cried Wolf

## Auszeichnungen
- 2007: Gumshoe Awards, Kategorie Bester Thriller für Prayers for the Assassin